# Comuna Kirovka, Krîvîi Rih
Kirovka (în ucraineană Кіровка) este o comună în raionul Krîvîi Rih, regiunea Dnipropetrovsk, Ucraina, formată din satele Kirovka (reședința), Kudașivka, Novîi Mîr, Zelenîi Hai și Zelenîi Luh.

## Demografie
Componența lingvistică a satului Kirovka
     Ucraineană (88,55%)
     Rusă (8,55%)
     Belarusă (2,44%)
     Alte limbi (0,46%)
Conform recensământului din 2001, majoritatea populației satului Kirovka era vorbitoare de ucraineană (88,55%), existând în minoritate și vorbitori de rusă (8,55%) și belarusă (2,44%).